# كارلوس أوتيرو
كارلوس أوتيرو هو ممثل برتغالي، ولد في 30 مايو 1916 في البرتغال، وتوفي في 29 أغسطس 1979 في إسبانيا.

## وصلات خارجية
- كارلوس أوتيرو على موقع IMDb (الإنجليزية)
- كارلوس أوتيرو على موقع قاعدة بيانات الفيلم (الإنجليزية)